# Ayabie
Ayabie (jap. 彩冷える bądź アヤビエ) – japońska grupa muzyczna należąca do nurtu visual kei. Powstała w 2004 roku. Zakończyła działalność 7 sierpnia 2010 roku.
Grają zarówno chwytliwe, radosne piosenki, jak i ostrzejsze zachęcające do headbangu. Nie boją się w swojej muzyce łączyć wielu różnych gatunków. Należą do wytwórni Speed Disk, do której należą także takie zespoły visual indies jak KuRt, Wizard czy Lolita23q.

## Historia
Ayabie powstało wiosną 2004 roku, a stworzyła je trójka byłych członków grupy Hinawana: gitarzyści Ryōhei i Takehito oraz basista Intetsu. Skład grupy dopełnił wokalista Aoi, który opuścił wcześniej grupę MASK. Rozpoczęli działalność pomimo braku perkusisty i aż do 2005 roku korzystali z muzyków wspierających.
Swój pierwszy koncert, one-man, zagrali 8 maja w Takadanobaba AREA. Wstęp na koncert był bezpłatny a podczas jego trwania rozprowadzali specjalny maksisingiel, Heien no ato, ame. Tego samego dnia premierę miał także drugi maksisingiel, Romancer. Już od samego początku Ayabie wydawali się nie do powstrzymania, grali koncert za koncertem, zagrali także krótką wspólną trasę z Alice Nine. Ich kolejny maksisingiel, Chousoi sou yori san rin, osiągnął 10 pozycję na liście Oriconu, a kolejnemu, Gothic Party, udało się dostać do pierwszej setki na liście major.
W grudniu z powodu niezwykłej popularności ukazała się trzecia już edycja Romancer, a kilka dni później premierę miało także ich pierwsze DVD z klipami, Daikei/Misery in the dusk. Pierwszy rok działalności Ayabie zakończyli występami w Takadanobaba AREA oraz Yokohama aka renga souko.
Po tam pełnym wydarzeń roku można by się spodziewać, że w następnym grupa pozwoli sobie na nieco odpoczynku, ale nic takiego nie nastąpiło. Już w styczniu Ayabie zaprezentowali nowy mini-album, w lutym maksisingiel, a w marcu pierwszy pełny album, Ayabie sokukan ongenshuu. Potem wyruszyli w kolejną trasę, a 1 kwietnia w Shibuyi O-EAST zagrali one-man, na który rozeszły się wszystkie bilety. W tym samym miesiącu ukazał się singiel i zamiast zwolnić tempo, Ayabie ogłosili, że 10 dnia każdego miesiąca lata wydawać będą nowy singiel. W październiku ukazał się drugi mini-album, EquAL pRayer 2 aLL, oraz rozpoczęła kolejna trasa, Equal pRayer 2U. Jednak największa wiadomość roku pojawiła się dopiero na początku następnego miesiąca, kiedy to grupa ogłosiła, że do jej składu przyłączy się wreszcie oficjalny perkusista – Kenzo.
2006 był kolejnym pełnym pracy rokiem dla Ayabie. Działalność rozpoczął wtedy ich oficjalny fanklub, The impulse of „M”, a rok rozpoczęli dwoma nowymi singlami. W marcu odbyła się trasa, a w kwietniu ogłoszono, że grupa zawita w czerwcu do Europy, na koncerty w Finlandii, Francji i Niemczech. Zagraniczni fani przyjęli ich bardzo dobrze, na koncert w Finlandii w dość krótkim czasie wyprzedały się wszystkie bilety.
Zespół wrócił do Japonii i kontynuował działalność w zabójczym tempie, wydając pod koniec czerwca ‘FAINT/Topaz’. W lipcu natomiast pojawiła się wiadomość, która zaszokowała wielu fanów – gitarzysta i lider grupy, Ryōhei, postanowił ją opuścić. Pomimo tego, pod koniec lipca zespół wydał trzeci minialbum, oraz ruszył w trasę koncertową, z której końcem Ryōhei opuścił Ayabie. Jego ostatni koncert z grupą odbył się 30 sierpnia w Shibuya-AX.
Ryōhei stworzył nową grupę, Megamasso, a po krótkim okresie ciszy (pierwszym od rozpoczęcia przez zespół działalności), ku uciesze fanów Ayabie ogłosili, iż w listopadzie ukaże się nowy singiel oraz full album, oraz rozpocznie się trasa Virgin Snow Color. W listopadzie wspierający gitarzysta grupy, Yumehito (es-Soroban), został przyjęty na piątego oficjalnego członka.

## Skład
- Aoi (葵) – wokal
- Yumehito (夢人) – gitara elektryczna
- Takehito (タケヒト) – gitara elektryczna
- Intetsu (インテツ) – bas
- Kenzo (ケンゾ) – perkusja
- Ryōhei (涼平) – gitara elektryczna (do 2006)

## Dyskografia
Albumy
- Ayabie Sokukan Ongenshū (アヤビエ 即完音源集) (21 marca 2005)
- Virgin Snow Color (バージン スノー カラー) (15 listopada 2006)
- Euro Best (9 sierpnia 2006)

EP
- Tetsu no Shima (鉄の島) (1 stycznia 2005)
- Equal Prayer 2 All (限定盤) (26 października 2005)
- Ecumenical (エキュメニカル) (7 marca 2007)
- Rikkaboshi (28 listopada 2007)

Single
- Heien No Ato, Ame (閉園の後、雨) (8 maja 2004)
- Romancer/Metamorph Last Page (ロマンサー／変態最終頁) (8 maja 2004)
- Metamorph Last Page/Romancer/Kagen Sakura (変態最終頁／ロマンサー／下弦櫻) (17 lipca 2004)
- Ayabie no Orugōru Ongen Vol.1 (アヤビエのオルゴール音源vol.1) (30 lipca 2004)
- Chōsui Sō Yori, San Rin (貯水槽より、三人) (15 września 2004)
- Gothic Party (ゴシックパーティー) (15 października 2004)
- Lovers Name (ラバーズネーム) (29 grudnia 2004)
- M (エム) (10 lutego 2005)
- Melting Cinnamon (メルトインシナモン) (1 marca 2005)
- Kuroi Tsukasasa Guito Shinegai -Second Press- (クロイツカササグイトシネガイ -セカンドプレス-) (25 kwietnia 2005)
- Taikanshiki Zenya (戴冠式前夜) (15 czerwca 2005)
- Tsuki Koi (月請い) (13 lipca 2005)
- Kiss Me Snow (キスミイスノウ) (10 sierpnia 2005)
- Lempicka (7 grudnia 2005)
- Mafuyu, Yonrenyasō (真冬、四連夜奏) (18 stycznia 2006)
- Japanese Low-Res Caramel Town (ジャパニーズ ロウレゾ キャラメルタウン) (15 lutego 2006)
- Chō (蝶) (31 marca 2006)
- Faint/Topaz (Faint／トパーズ) (28 czerwca 2006)
- N.M. Gentei Ongen Shū (エヌエムゲンテイオンゲンシュウ) (sierpień 2006)
- Kimi no Koe to Yakusoku (君の声と約束) Typ A i B (1 listopada 2006)
- Garasuzaiku no Ohanashi (硝子細工のお話) (7 stycznia 2007)
- Browny (ブラウニー) (14 marca 2007)
- -Ecumenicalimage- (8 kwietnia 2007)
- Sakura Mau Kisetsu ni (桜舞う季節に) Typ A i B (25 kwietnia 2007)
- Cubic'「L/R」ock (27 czerwca 2007)
- Extreme Machine (エクストリーム・マシーン) (14 września 2007)
- Yubisaki (26 września 2007)
- Day Dream (6 października 2007)
- Melt Away (19 marca 2008)
- Mikazuki no Kiseki (25 czerwca 2008)
- Aitakute (27 maja 2009)

DVD
- Daikei/Misery in the Dusk (台形／ミザリィインザダスク) (21 grudnia 2004)
- 1 Dan Tobi -2005.4.1 Shibuya O-East- (1段飛び ～2005.4.1 SHIBUYA O-EAST～) (20 sierpnia 2005)
- Tokyo-Prayer (1 lutego 2006)
- Tokyo-Rock Show (24 maja 2006)
- Ayabie Sokukan Eizoushū (アヤビエ即完映像集) (19 lipca 2006)
- Film Spiral  (フィルムスパイラル) (13 lutego 2008)